# Phtheochroa tubulata
Phtheochroa tubulata es una especie de polilla de la familia Tortricidae. 

## Distribución
Se encuentra en Uzbekistán.